# ادوين بليمبتون ادامز
ادوين بليمبتون ادامز (بالإنجليزية: Edwin Plimpton Adams)‏ (و. 1878 – 1956 م) هو رياضياتي، وفيزيائي من التشيك . ولد في براغ.

## التعليم
تعلم في جامعة هارفارد، وكلية الثالوث، كامبريدج

## مناصب وهيئات
أدار جامعة برنستون.